# Episodi di Grey's Anatomy (prima stagione)
La prima stagione della serie televisiva Grey's Anatomy, composta da nove episodi, è stata trasmessa negli Stati Uniti d'America in prima visione dal 27 marzo al 22 maggio 2005 su ABC. Con una media di 18.460.000 spettatori, è il nono programma più visto della stagione USA 2004-2005.
In Italia la stagione è stata trasmessa in prima visione dal 6 settembre al 1º novembre 2005 sul canale Fox Life. In chiaro è andata in onda su Italia 1 dal 15 dicembre 2005 al 4 gennaio 2006.
La prima stagione si conclude con il nono episodio, anche se avrebbe dovuto comprendere i successivi 5 episodi inglobati dalla ABC (anche da Fox Life e Italia 1) con la seconda stagione, che per questo è composta da 27 episodi (22+5).
Kate Walsh interpreta il ruolo della dott.ssa Addison Forbes-Montgomery apparendo però solo durante gli ultimi secondi dell'ultimo episodio della prima stagione; in realtà, il personaggio era stato introdotto nella parte finale della stagione (che avrebbe dovuto concludersi con l'episodio 1x13 diventato poi l'episodio 2x04 per l'ordine di trasmissione). Dopo questa breve apparizione, la Walsh diventerà un personaggio fisso della seconda e terza stagione.
| nº | Titolo originale                 | Titolo italiano               | Prima TV USA   | Prima TV Italia   |
| -- | -------------------------------- | ----------------------------- | -------------- | ----------------- |
| 1  | A Hard Day's Night               | Quando il gioco si fa duro    | 27 marzo 2005  | 6 settembre 2005  |
| 2  | The First Cut Is the Deepest     | Il primo taglio è il peggiore | 3 aprile 2005  | 13 settembre 2005 |
| 3  | Winning a Battle, Losing the War | Vincitori e vinti             | 10 aprile 2005 | 20 settembre 2005 |
| 4  | No Man's Land                    | Le regole dell'intimità       | 17 aprile 2005 | 27 settembre 2005 |
| 5  | Shake Your Groove Thing          | Crescere, che fatica...       | 24 aprile 2005 | 4 ottobre 2005    |
| 6  | If Tomorrow Never Comes          | Se non ci fosse un domani     | 1º maggio 2005 | 11 ottobre 2005   |
| 7  | The Self-Destruct Button         | Cerchi di fuoco               | 8 maggio 2005  | 18 ottobre 2005   |
| 8  | Save Me                          | Salvami                       | 15 maggio 2005 | 25 ottobre 2005   |
| 9  | Who's Zoomin' Who?               | Segreti                       | 22 maggio 2005 | 1º novembre 2005  |

## Quando il gioco si fa duro
- Titolo originale: A Hard Day's Night

Meredith, George, Izzie e Cristina fanno il loro primo giro nell'ospedale insieme con la dott.ssa Bailey

- Diretto da: Peter Horton
- Scritto da: Shonda Rhimes

### Trama
Meredith Grey si sveglia nel salotto della casa di sua madre, in compagnia di un uomo con cui ha passato la notte ma di cui conosce solo il nome, Derek. Arrivata all'ospedale, il primario Richard Webber mostra ai nuovi specializzandi la sala operatoria, dando loro il benvenuto, tra cui ci sono: Meredith; Isobel Izzie Stevens, ex modella; George O'Malley, un ragazzo con poca autostima e Cristina Yang, la prima del corso a Stanford. Vengono affidati alla dottoressa Bailey, detta "La nazista". Incomincia il loro primo turno della durata di 48 ore.
Arriva una ragazza di 15 anni, Katie Bryce, con continui attacchi epilettici senza una causa apparente.
Il dottor Preston Burke, famosissimo cardiochirurgo, sceglie O'Malley come specializzando che assisterà all'appendicectomia di un paziente. Il dottor Burke lo ha scelto come suo specializzando vittima: ogni anno ne sceglie uno che terrorizza come monito per tutti gli altri. Durante l'intervento, George commette un errore provocando un'emorragia nel paziente e va in confusione, bloccandosi in mezzo alla sala operatoria. Tra gli altri specializzandi che lo stanno guardando dalla galleria c'è anche Alex Karev, che lo soprannomina "007", cioè "licenza di uccidere".
La dottoressa Grey durante il turno scopre che l'uomo con cui ha passato la notte precedente è Derek Shepherd, brillante neurochirugo da poco arrivato a lavorare al Seattle Grace Hospital.
Non riuscendo a risolvere il caso di Katie Bryce, il dottor Shepherd chiede aiuto agli specializzandi, promettendo a quello che riuscirà a risolvere il caso di poter assistere in sala operatoria se la ragazza dovrà essere operata.
Meredith e Cristina legano subito in maniera particolare e Meredith le rivela della notte passata con il dottor Shepherd.
Meredith e Cristina scoprono che Katie ha un'emorragia subaracnoidea dovuta alla rottura di un aneurisma e Derek decide di far entrare in sala operatoria solo Meredith, cosa che irrita profondamente Cristina, ma successivamente le due si riappacificano.
Finito il lunghissimo turno, Meredith va a trovare sua madre, malata di Alzheimer, in una casa di riposo: la madre non la riconosce nemmeno.
- Altri interpreti: Kate Burton (Dr. Ellis Grey), Skyler Shaye (Katie Bryce), David Veigh (Tony Savitch), Laura Carson (Gloria Savitch), Randall Arney (Signor Bryce), Robbie Troy (Signora Bryce).
- Musiche: Portions for foxes (Rilo Kiley); Super Cool (Bang Sugar Bang); They (Jem); Dance (O.A.O.T.S.); Ready to Rise (Vaughan Penn); Life is Short (Butterfly Boucher); Into the Fire (Thirteen Senses).
- Riferimento del titolo: Il titolo dell'episodio pilota fa riferimento al brano del 1964 cantato dai The Beatles, A Hard Day's Night.

## Il primo taglio è il peggiore
- Titolo originale: The First Cut Is the Deepest
- Diretto da: Peter Horton
- Scritto da: Shonda Rhimes

### Trama
Meredith decide di non vendere la casa della madre e incomincia a cercare dei coinquilini.
Tra Meredith e Derek c'è un bacio appassionato in ascensore.
Al Seattle Grace Hospital arriva una ragazza che ha subìto una violenza sessuale e che ha strappato a morsi il pene dell'aggressore. Meredith rimane sconvolta quando nota che Allison, la vittima, portava le sue stesse scarpe. Meredith deve custodire il pene mozzato fino all'arrivo della polizia.
Izzie, nel frattempo, è in Pronto Soccorso e deve fare una sutura a una donna cinese che non parla inglese e le chiede aiuto per la figlia clandestina, con una profonda ferita sulla fronte, nascosta vicino all'ospedale.
George trascorre la giornata in Rianimazione, in cui perdono la vita ben cinque suoi pazienti.
Alex Karev viene assegnato alla Bailey, che a sua volta lo assegna a Cristina; i due ricevono malvolentieri baci e abbracci dai familiari dei pazienti che dimettono.
Meredith si accorge che un neonato in pediatria ha un soffio al cuore e il dottor Burke l'aiuta a ottenere il permesso per fare degli accertamenti.
- Altri interpreti: Kate Burton (Ellis Grey), Alice Lo (Qing Lu), Robin Pearson Rose (Patricia), Dennis Gubbins (Paul), Stacey Hinnen (Mr. Johnson), Elise Robertson (Ms. Johnson).
- Musiche: You Wouldn't Like Me (Tegan and Sara); Sister Kate (The Ditty Bops); Live and Learn (The Cardigans); Wait (Get Set Go); Somewhere Only We Know (Keane).
- Riferimento del titolo: Il titolo fa riferimento al brano cantato da Cat Stevens, The First Cut Is The Deepest, di cui sono state fatte delle reinterpretazioni da Rod Stewart, Sheryl Crow e altri musicisti.

## Vincitori e vinti
- Titolo originale: Winning A Battle, Losing The War
- Diretto da: Tony Goldwyn
- Scritto da: Shonda Rhimes

### Trama
La gara di ciclisti illegale tenuta a Seattle, comunemente chiamata Dead Baby Bike, ha inizio e al Seattle Grace Hospital arriva una marea di pazienti. Izzie e Cristina si occupano di una vittima della gara, un uomo cerebralmente morto che tuttavia è un potenziale donatore di organi e il cui fegato può salvare il paziente di George, un caro amico del dottor Webber. Meredith si occupa di un ragazzo che, dopo essersi fatto togliere dei fili di ferro dall'addome senza effettuare alcun esame, torna con un enorme gonfiore. Nel frattempo comincia a cedere alle richieste di un appuntamento con Derek. Alex, invece, viene offeso apertamente dalla Bailey. Il paziente di George riesce a ottenere il fegato che aspettava da otto mesi. George parlando con l'uomo rivela di essere attratto da Meredith, benché consapevole che non potrà mai averla.
- Altri interpreti: Callum Blue (Viper), Keith David (Lloyd Mackie).
- Musiche: There's a Girl (The Ditty Bops); I Won't Be Left (Tegan and Sara); Wishful Thinking (The Ditty Bops); You Are My Joy (Reindeer Section); Fools Like Me (Lisa Loeb).
- Riferimento del titolo: Il titolo fa riferimento al brano cantato dai Kings of Convenience, Winning a Battle, Losing the War

## Le regole dell'intimità
- Titolo originale: No Man's Land
- Diretto da: Adam Davidson
- Scritto da: James D. Parriott

### Trama
Izzie e Meredith offendono la virilità di George ordinandogli di comprare assorbenti e andando in giro per la casa in mutande.
In ospedale Meredith e Derek devono occuparsi di un uomo che si è accidentalmente conficcato sette chiodi in testa con una pistola sparachiodi e, come si scopre in seguito ad alcuni esami, ha un tumore al cervello.
Izzie si scontra con Alex che appende sue foto in biancheria intima negli spogliatoi; inoltre un paziente con un tumore alla prostata non la vuole come dottoressa perché ha posato per Bettany Whisper, una rivista di biancheria intima, e ha avuto fantasie su di lei e per questo non vuol che lei sia presente mentre lo privano della sua mascolinità. Cristina deve occuparsi di Liz Fallon, un'ex infermiera di sala che lavorava al Seattle Grace ed era l'assistente della madre di Meredith. Meredith confida a Liz che sua madre ha l'Alzheimer e che vuole che nessuno lo sappia. Liz ha un cancro al pancreas ed è stata portata in ospedale non per essere operata ma per morire, confortata dai suoi amici. Cristina per la prima volta vive l'esperienza della morte di un paziente.
Meredith accetta un appuntamento con Derek per una colazione, mentre tra Cristina e Burke incomincia a esserci una strana tensione.
- Altri interpreti: Kate Burton (Dr. Ellis Grey); Anna Maria Horsford (Infermiera Fallon).
- Guest Star: F.J. Rio, Valerie Cruz, Taylor Nichols.
- Musiche: Could Be Anything (The Eames Era); Let Myself Fall (Rosie Thomas); Break Your Heart (Get Set Go); Truth (Vaughan Penn); Sunday (Sia); Where Does the Good Go (Tegan and Sara).
- Riferimento del titolo: Il titolo fa riferimento al brano cantato dai Souls of Mischief e Billy Joel, No Man's Land. Inoltre fa riferimento all'omonimo film del 2001.

## Crescere, che fatica...
- Titolo originale: Shake Your Groove Thing
- Diretto da: John David Coles
- Scritto da: Ann Hamilton

### Trama
Meredith, durante un'operazione, ha un colpo di sonno mentre tiene un cuore in mano. Terminata l'operazione, si accorge di essersi bucata un guanto con l'unghia; di conseguenza teme di aver lacerato il tessuto cardiaco. Quando improvvisamente il cuore della paziente cede, Meredith confessa tutto davanti a Burke e al marito della donna, scatenando l'inferno. George e la dottoressa Bailey hanno in cura una donna che lamenta forti dolori al torace: si scopre che aveva una pezza dimenticata dentro durante un'operazione che era stata effettuata da Burke. Per questo alla fine sarà proprio Burke a difendere Meredith, ricordando che l'importante per un bravo medico è denunciare gli errori commessi, senza paura di ripercussioni legali ma con l'onestà di voler rimediare. Alex e Derek si occupano di Jerry, un tossicomane, e Alex si rifiuta di curarlo, si inizia poi a scoprire che ha alle spalle una vita dura con un padre drogato. Izzie si occupa di un paziente che aveva abbandonato gli studi di medicina per evitare il divorzio dalla moglie. Intanto cerca di organizzare una festa a casa per l'arrivo del suo fidanzato Hank, un giocatore di hockey, festa della quale Meredith non sapeva nulla. Izzie non riesce ad arrivare alla festa, costretta a trattenersi in ospedale perché il paziente tossicomane di Alex si rifiuta di farsi dimettere e, nel dimenarsi, cade a terra battendo la testa e procurandosi un'emorragia. Derek, Alex e Izzie devono operarlo. Arrivata alla festa, Meredith si scatena con Cristina e George, mentre Izzie trova Hank ad aspettarla fuori dall'ospedale: arrabbiato per la festa, Hank se ne va subito dicendole che avrebbe voluto passare del tempo solo con lei. Intanto Derek va a casa di Meredith e la trova ubriaca a ballare sul porticato. I due si baciano e hanno un rapporto nella macchina di Derek. Terminata la festa, la Bailey si accorge di loro nella macchina. La madre di Meredith firma un atto con cui lascia la gestione di tutto il suo patrimonio a Meredith.
Cristina e Burke finiscono a letto insieme.
- Guest Star: Kate Burton (Dr. Ellis Grey); Kathryn Joosten (Signora Drake), Brent Sexton, Jonathan Scarfe, Barry Shabaka Henley.
- Musiche: Wake Up (The Ditty Bops); Tiger, My Friend (Psapp); Money Girl (Dee); Evil (Interpol); The Edge of the Ocean (Ivy); Sparkle Me (The Buffseeds).
- Riferimento del titolo: Il titolo fa riferimento al brano omonimo cantato da Peaches and Herb.

## Se non ci fosse un domani
- Titolo originale: If Tomorrow Never Comes
- Diretto da: Scott Brazil
- Scritto da: Krista Vernoff

### Trama
Burke e Cristina continuano ad avere rapporti sessuali.
George vorrebbe chiedere a Meredith di uscire, ma non ha il coraggio di farlo.
Arriva Annie Conners, una donna di 43 anni con un tumore gigantesco di 25 chili che fa pressione sul diaframma. Alex si comporta in maniera eccessivamente gentile con Annie e la donna ne resta affascinata. Tuttavia Annie lo sente mentre parla con un collega e la descrive come una persona malata di testa per il fatto che non si sia accorta del tumore che aveva. Annie acconsente a essere operata solo se Alex abbandonerà il suo caso. La paziente muore in sala operatoria.
Izzie, a causa della negligenza di Alex che dimentica di cambiare la batteria al suo cerca persone, si trova costretta ad affrontare da sola numerose situazioni critiche e a gestire l'intero piano, dato che tutti gli altri sono occupati in sala operatoria.
Edward Levanji, un uomo di 63 anni, è affetto dalla malattia di Parkinson. Derek affida a Meredith le cure dell'uomo. Meredith e Derek convincono l'uomo a operarsi al cervello così da ridurre radicalmente il suo tremore. La Bailey minaccia Derek promettendogli che se favorirà Meredith in ospedale lei impedirà a Meredith di entrare in sala operatoria per un mese.
- Altri interpreti: Alex Alexander (Annie Connors), Bruce Weitz (Signor Levangie), Jane Galloway Heitz, Lara Phillips.
- Musiche: Save Me (Jem); Chapter (Psapp); Walk or Ride (Ditty Bops); Never Leave Your Heart Alone (Butterfly Boucher).
- Riferimento del titolo: Il titolo fa riferimento al brano omonimo cantato da Garth Brooks.

## Cerchi di fuoco
- Titolo originale: The Self-Destruct Button
- Diretto da: Darnell Martin
- Scritto da: Kip Koenig

### Trama
George e Izzie scoprono la storia tra Derek e Meredith, quando vedono Derek scappare da casa la mattina presto cercando di non farsi notare, dopo aver passato una notte "rumorosa e movimentata" con Meredith.
In ospedale Alex si occupa insieme con Burke di un uomo, Dibby Owens, che si è fatto sparare da un amico per avere una cicatrice da arma da fuoco. A causa della ferita il sangue invade un polmone e lo stress a cui ha sottoposto il suo organismo fa aggravare l'infezione a un tatuaggio. L'uomo viene trasferito in terapia intensiva, ma non riesce a sopravvivere.
Meredith si occupa di Claire, una ragazza diciassettenne che ha effettuato un bypass gastrico in Messico per perdere peso drasticamente. La ragazza cercava l'approvazione dalla madre, che la ritiene troppo grassa. L'operazione le ha portato delle complicazioni che la lasceranno per tutta la vita con la sindrome dell'intestino corto e problemi con l'alimentazione, perciò Meredith decide di contattare i servizi sociali perché aiutino la ragazza.
George lavora con Derek al caso di una bimba di due anni, Jamie Hayes, con un disturbo all'encefalo, a causa del quale deve esserle rimosso metà del cervello con un'emisferectomia. George si accorge che il dottor Taylor, l'anestesista, ha il fiato che odora di alcool, perciò chiede spiegazioni all'anestesista in sala operatoria davanti a tutti, ma viene cacciato dall'operazione da Derek, che lo fa sostituire da Cristina. Solo in un secondo momento, Derek capisce che George aveva ragione: l'anestesista si è addormentato e la paziente ha rischiato di risvegliarsi. Derek allora caccia il dottor Taylor dalla sala operatoria, facendolo sostituire da un'altra anestesista, poi terminata l'operazione va da George e gli chiede scusa.
Izzie si occupa di JP, un ragazzo che ha ingoiato il mazzo di chiavi della ragazza per impedirle di andarsene.
Cristina scopre di essere incinta.
- Altri interpreti: Russell Hornsby (Digby Owens), Ever Carradine (Athena), Rebecca Rogers (Jamie), Amanda MacDonald (Claire Rice), Kim Morgan Greene (Mrs. Rice).
- Musiche: Wish I (Jem); Downtown (Tegan and Sara); Suitcase (Joe Purdy); Hummingbird (Wilco).
- Riferimento del titolo: Il titolo fa riferimento al brano omonimo cantato dagli AC/DC.

## Salvami
- Titolo originale: Save Me
- Diretto da: Sara Pia Anderson
- Scritto da: Mimi Schmir

### Trama
Derek ha passato un'intera settimana a casa di Meredith e lei è frustrata: vuole sapere di più sulla vita di Derek, sui suoi gusti, amicizie, e soprattutto su dove vive.
Anche Izzie è nervosa: non riesce a ricordare un determinato ingrediente per una ricetta che le ha insegnato sua madre.
In ospedale arriva una ragazza ebrea ortodossa di 17 anni, Ester, che necessita di una nuova valvola cardiaca; i dottori Burke e Karev propongono una valvola suina, ma la paziente rifiuta per motivi religiosi. Sarà Alex a trovare la soluzione: uno xenotrapianto bovino.
Derek e Meredith si occupano di un uomo caduto durante un'arrampicata che sta subendo una paralisi progressiva. Derek decide di operarlo alla cieca, alla ricerca di un coagulo. E alla fine lo trova.
Cristina, che ha deciso di abortire, deve occuparsi di un ragazzo sensitivo, il signor Duff, ma quando il sensitivo dice a Cristina che sa che è incinta, chiede a Izzie di fare a cambio di caso. Finisce così a occuparsi di una donna di 47 anni con il cancro al seno... e che è incinta. Alla fine, la donna decide di non voler procedere all'aborto e si scontra con Cristina che ha idee totalmente diverse.
George ha un appuntamento con un'infermiera, Olivia.
Derek mostra a Meredith la roulotte in cui vive e il terreno che possiede, inoltre le parla dei propri gusti.
- Guest Star: Kevin Rahm (Signor Duff), Sarah Hagan (Devo Friedman), Joan McMurtrey (Zoey Glass), Josh Stamberg.
- Musiche: David (Nellie McKay); Feels Like (Masha Qrella); Rapture (Laura Veirs); I Love the Rain the Most (Joe Purdy); No Illusions (78 SAAB); Fix You Up (Tegan and Sara).
- Riferimento del titolo: Il titolo fa riferimento al brano omonimo cantato dai Remy Zero. Alternativamente può essere ispirato alle omonime canzoni dei Queen, Aimee Mann, Jem, Unwritten Law, Embrace, Dave Matthews, k.d. lang, Edguy o alla canzone degli Fleetwood Mac e dei Turin Brakes, Underdog (Save Me).

## Segreti
- Titolo originale: Who's Zoomin' Who?
- Diretto da: Wendey Stanzler
- Scritto da: Harry Werksman e Gabrielle Stanton

### Trama
George ha preso la sifilide, contagiato dalla sua nuova fidanzata, l'infermiera Olivia. E i due non sono i soli, visto che anche molti dell'ospedale l'hanno contratta.
Un caro amico di Burke, Bill Adams, è in ospedale per una massa nella vescica: si scopre che è ermafrodito e la massa è in realtà un'ovaia; durante l'operazione per rimuoverla scoprono che è sterile. La moglie dell'uomo, Holly, tuttavia è incinta, e Burke non sa come dirlo all'amico.
Cristina e Izzie si occupano di un paziente con l'addome esageratamente gonfio, a causa di un accumulo di liquidi nella cavità peritoneale. L'uomo è un alcolizzato e, durante un esame effettuato da Cristina e Izzie, il paziente muore. La famiglia decide di non dare l'autorizzazione per l'autopsia, ma le due specializzande la eseguono ugualmente, temendo che il paziente sia morto per un loro errore. Dall'autopsia scoprono la causa della morte dell'uomo: l'emocromatosi, una malattia genetica del sangue.
Sheperd, la Bailey e Meredith operano in gran segreto il primario Richard Webber per un tumore al cervello che preme sul nervo ottico destro.
Mentre Derek e Meredith stanno per andarsene a cena, li interrompe una bella donna che si presenta a Meredith come "Addison Shepherd", la moglie di Derek.
- Guest Star: Kate Walsh (Addison Montgomery-Shepherd), Wayne Wilderson (Bill Adams), Wendy Davis (Holly Adams), Lauren Bowles (Ellis).
- Musiche: Big as the Sky (A.M. Sixty); End of the World Party (Medeski Martin and Wood); The Dog Song (Nellie McKay); Naked as We Came (Iron & Wine); Whatever Gets You Through Today (The Radio).
- Riferimento del titolo: Il titolo fa riferimento al brano omonimo cantato da Aretha Franklin.